# Pont du Diable (Ariège)
Pour les articles homonymes, voir Pont du Diable.
Le pont du Diable, également appelé pont Saint-Antoine, est situé dans l'Ariège entre Foix et Tarascon-sur-Ariège. Il surplombe le cours d'eau de l'Ariège et permet de relier la commune de Montoulieu à celles de Saint-Paul-de-Jarrat et de Mercus-Garrabet.

## Étymologie
Son nom est issu d'une légende : pour faciliter les échanges commerciaux, un habitant de Ginabat (hameau de Montoulieu) passa un marché avec le Diable. En échange d'un pont, le Diable prendrait l'âme du premier qui le traverserait. Mais une fois le pont construit, personne ne voulait bien sûr le franchir. On eut l'idée de faire passer un chat. Le Diable berné se mit en colère et tomba dans la rivière.

## Autres légendes
Il existe d'autres légendes sur ce pont, certaines mettant en scène le célèbre comte de Foix Gaston Fébus. L’érudit Adelin Moulis, spécialiste de l’Ariège, parle de ce pont comme d’une construction du XIIIe siècle, décidée par Roger-Bernard, comte de Foix, qui chargea le seigneur de Garrabet de rétablir des passages sur la rivière ; Garrabet s’adressa pour cela à un certain Peyronnet, enlumineur qui possédait des notions d’architecture. Le pont aurait été fortifié ultérieurement par Gaston Fébus. Naturellement ces faits ne reposent sur aucune base historique connue. Moulis donne ensuite deux versions de la légende, la première faisant intervenir une belle femme nue, qui raconte au diable qu’elle a été contrainte à la prostitution par des brigands, puis qu’elle a été sauvée par Saint Antoine, qu’elle est devenue ermite non loin de là. Elle demande au diable de reprendre le dernier sequin qui lui a été donné par un brigand, après quoi elle se donnera à lui. Mais quand le diable a pris la pièce dans sa main, il hurle de douleur et il se précipite dans la rivière. Les démons arrivent en masse pour détruire le pont, les cloches des églises des alentours se mettent à sonner et les chassent : le pont est ainsi sauvegardé. L’autre version est conforme aux légendes habituelles.

## Histoire

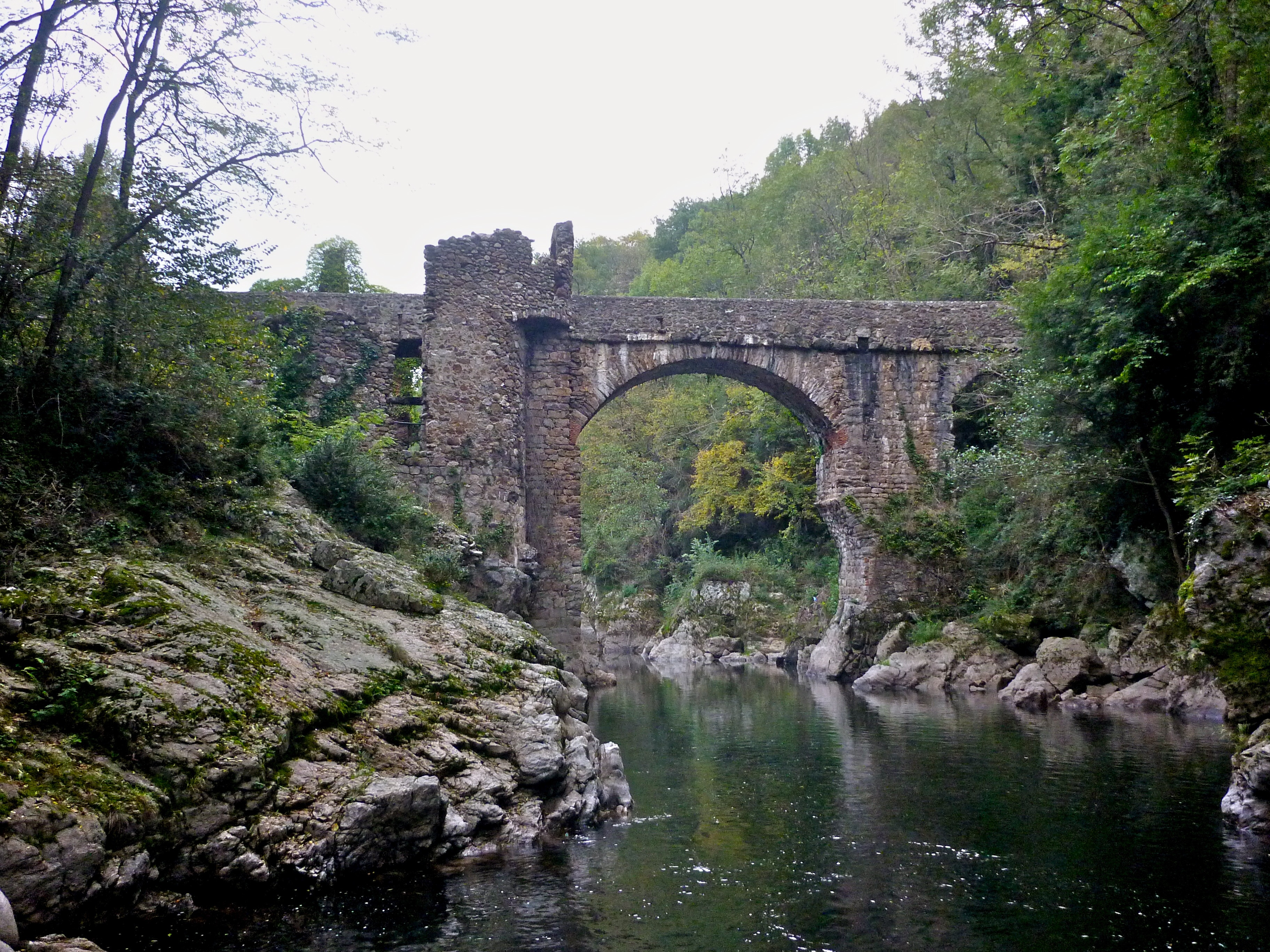
Le pont du Diable.

Pendant très longtemps, les origines de ce pont sont tombées dans l'oubli, au point que la légende a pris le dessus. La signalisation routière mentionnait « Pont du Diable, XIIIe siècle ». Le pont était décrit comme un ouvrage fortifié médiéval, mais il ne figurait sur aucune carte ancienne, ni celle de Cassini, ni les cartes d’état-major du XIXe siècle. Il ne se situe sur aucun chemin d'importance. Les ruines de la bâtisse sur l'un de ses côtés étaient généralement présentées comme restes d’ouvrages défensifs, en corps de garde , etc. Le pont est soutenu par quatre arches, deux bien visibles sur le cours de l'Ariège, et deux autres comprises dans la bâtisse accolée.
En réalité, le pont a été construit en 1836 par un entrepreneur local, Adolphe Garrigou, pour son beau-frère et associé, le polytechnicien Léo Lamarque (30 août 1808 à Alger, 29 juillet 1849). Lamarque avait travaillé avec le mathématicien Jean-Victor Poncelet (1788-1867) et il expérimenta en ce lieu une roue hydraulique de son invention : une roue fixée à l’extrémité d’un long axe, qui plongeait directement dans le tourbillon de la rivière entre les deux arches principales du pont ; ce qui explique l’absence de canal d’amenée et des installations traditionnelles d’un moulin.
En 1946, une restauration de l'édifice est effectuée, comprenant la réparation d'un encorbellement, la consolidation des crêtes des murs ainsi qu'un débroussaillage.

## Monument historique
Un premier arrêté est rédigé, le 30 avril 1942, d'inscription du site et des abords sur la commune de Mercus-Garrabet. Un second arrêté est émis, le 17 avril 1950, pour la protection de l'édifice.

## Galerie

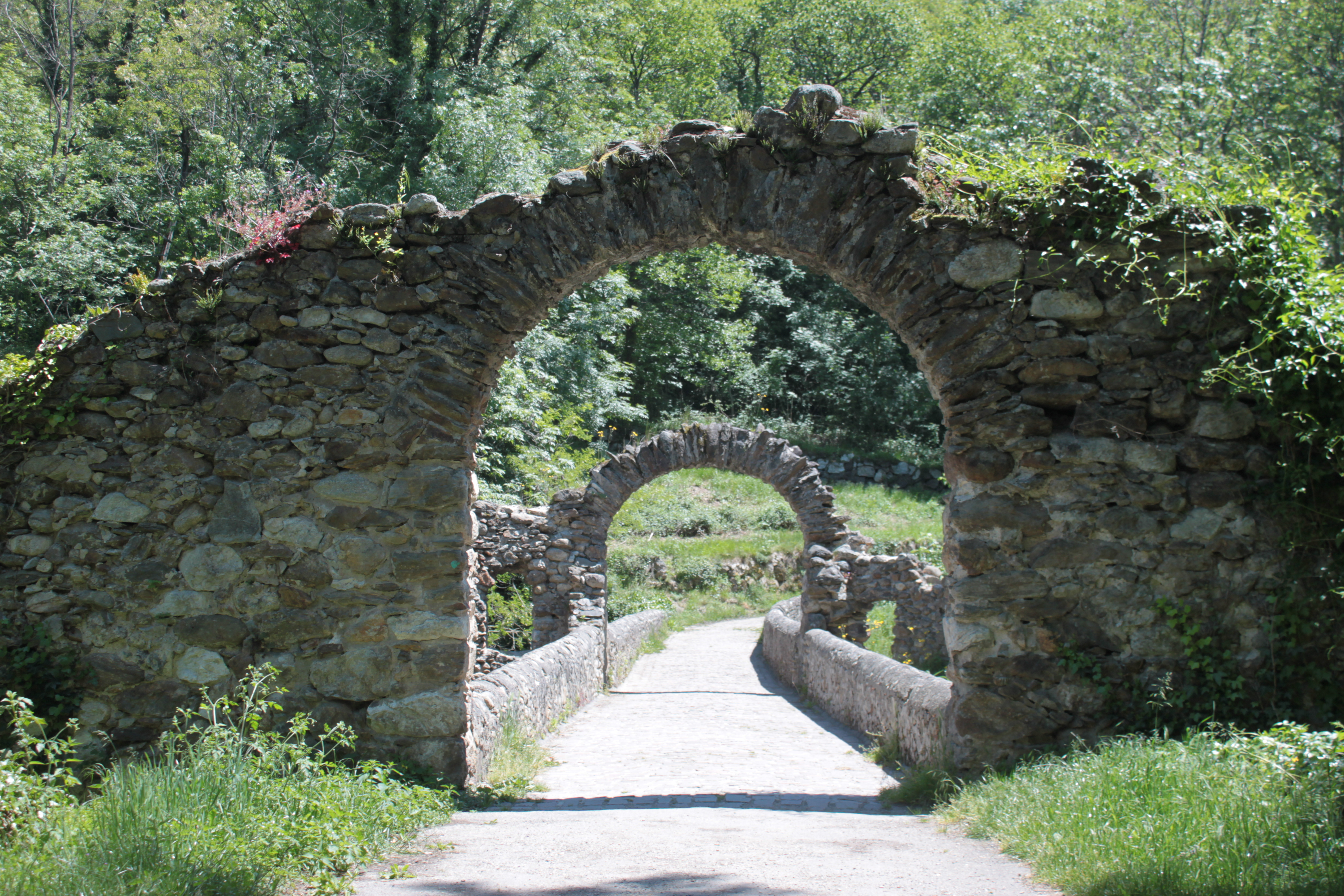
Les arches.
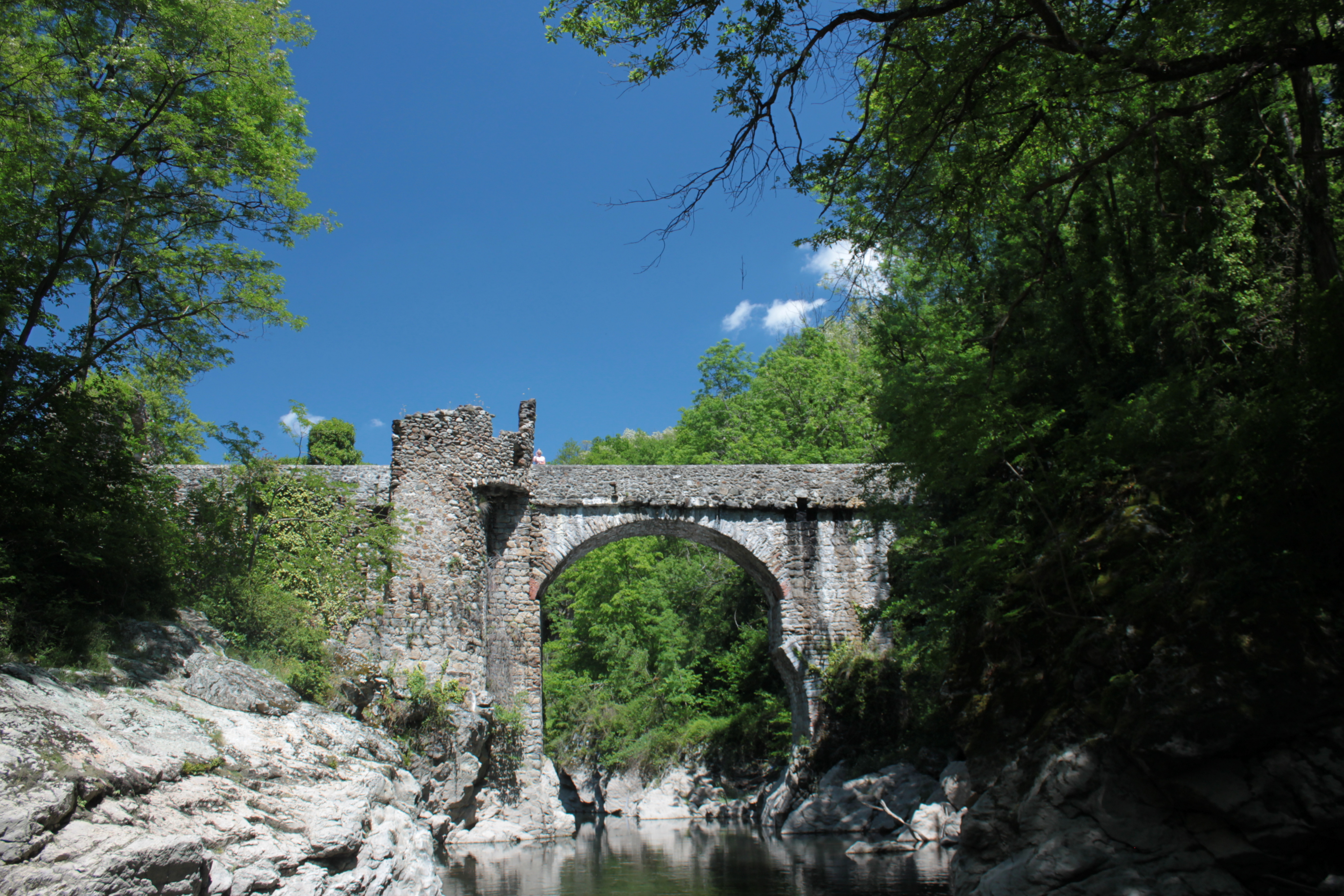
Face amont.
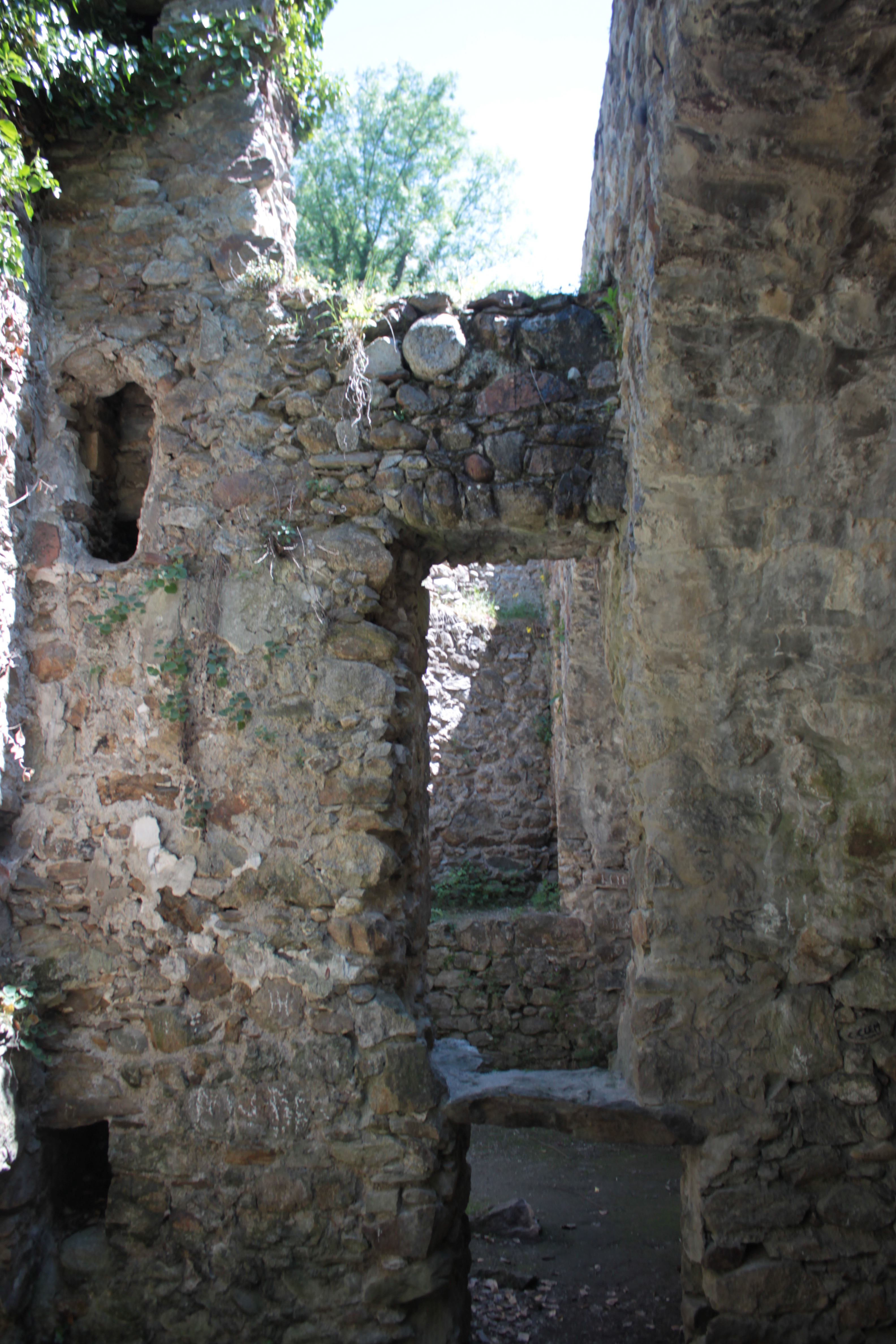
Les vestiges de la maison du moulin.
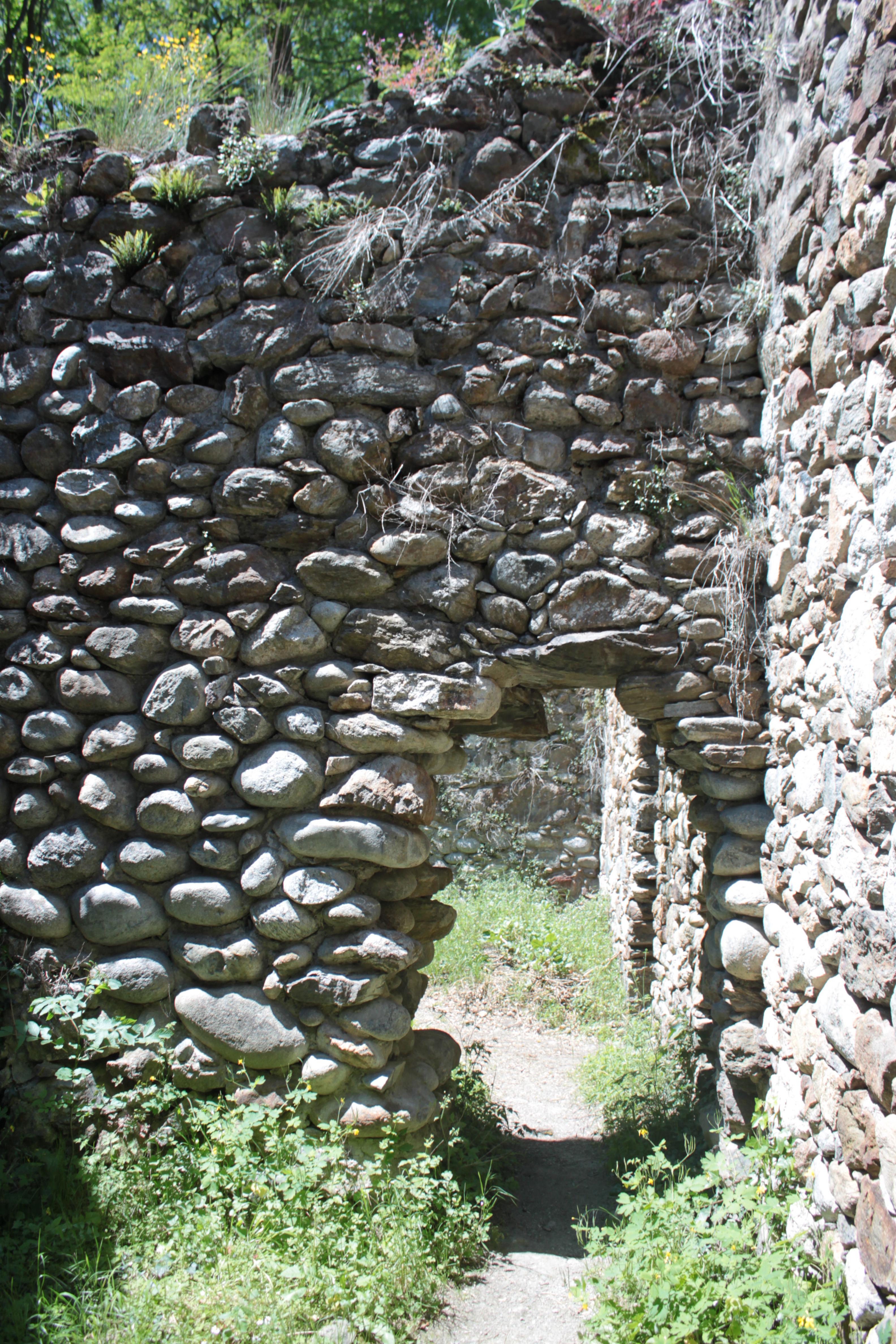
Les vestiges de la maison du moulin.
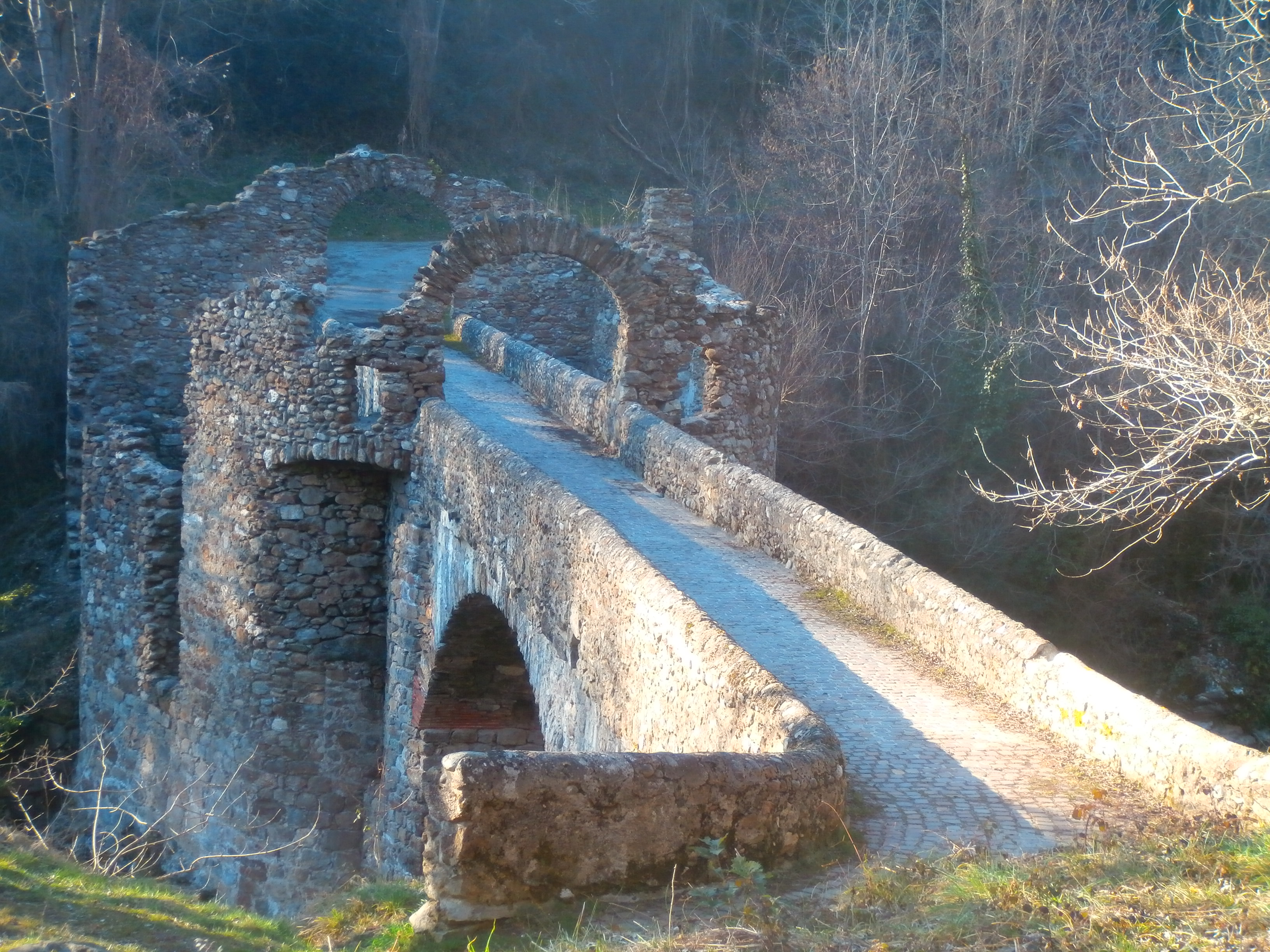
Le pont du diable.